# Piaroa-Sáliba-Sprachen
Die Piaroa-Sáliba-Sprachen (auch: Saliva-Piaroa-Sprachen, engl. Saliban/Salivan languages) sind eine kleine indigene südamerikanische Sprachfamilie, die aus den drei Einzelsprachen Sáliba (auch: Sáliva), Piaroa und Maco besteht.

## Gliederung
- Sáliba [slc] (ca. 1.500 Sprecher in Kolumbien und Venezuela)
- Piaroa-Maco
  - Piaroa [pid] (ca. 12.000 in Venezuela und Kolumbien)
  - Maco [wpc] (ca. 2.500 in Venezuela)

(In eckigen Klammern ist jeweils der Sprachcode nach ISO 639-3 angegeben.)